# Ifeoma Okoye
Ifeoma Okoye (có thể sinh năm 1937) được người hâm mộ giới thiệu là "nữ tiểu thuyết gia có tầm quan trọng bậc nhất của Nigeria sau Flora Nwapa và Buchi Emecheta," theo Oyekan Owomoyela. Bà sinh ra ở bang Anambra, Đông Nigeria. Bà từng theo học tại Cao đẳng St. Monica's ở Ogbunike để nhận chứng chỉ giảng dạy năm 1959. Sau đó bà tốt nghiệp Đại học Nigeria ở Nsukka với tấm bằng cử nhân BA danh dự bằng tiếng Anh vào năm 1977. Các tiểu thuyết bà viết bao gồm Behind the Clouds, truyện ngắn và tiểu thuyết cho trẻ em như The Village Boy và Eme Goes to School.

## Tiểu sử và học vấn
Ifeoma Okoye có thể sinh vào năm 1937 ở bang Anambra, Nigeria; không rõ ngày sinh. Bà theo học tại Cao đẳng St. Monica's ở Ogbunike và nhận được chứng chỉ giảng dạy. Sau đó bà giảng dạy tại cao đẳng St. Monica's hai năm. Thời gian giữa năm 1963 đến năm 1967, bà theo học tại Trường Quốc tế All Saints ở Enugu. Bà điều hành trường mẫu giáo của mình ở Enugu từ năm 1971 đến 1974. Từ năm 1974 đến năm 1977, Okoye đã theo học tại Đại học Nigeria, Nsukka, nơi bà nhận được tấm bằng BA bằng tiếng Anh. Từ năm 1986 đến năm 1987, bà học tại Đại học Aston ở Anh, nơi bà có bằng cao học bằng tiếng Anh. Sau đó, bà dạy tiếng Anh tại Đại học Nnamdi Azikiwe đến năm 2000.

## Thành tựu
Mặc dù Okoye hay gắn với những truyện ngắn dành cho trẻ em, bà cũng viết vài viết sách cho người lớn như Behind the Clouds. Behind the Clouds là về một cặp vợ chồng không có con, sau đó mọi lỗi làm đều chủ yếu bị đổ cho người phụ nữ thay vì người đàn ông. Okoye nhận các giải thưởng cho cả Behind the Cloud và The Village Boy từ Hội đồng nghệ thuật và văn hóa quốc gia Nigeria năm 1983 và nhận giải truyện viễn tưởng xuất sắc nhất của năm với Men Without Ears vào năm 1984. Năm 1985, bà nhận thêm giải thưởng khác cho Daily Bread after Eze tại Hội chợ sách quốc gia Ife. Bà cũng là người chiến thắng tại khu vực châu Phi cho Cuộc thi viết truyện ngắn khối thịnh vượng chung vào năm 1999.

## Tác phẩm tiêu biểu
Sự nghiệp viết văn của Okoye bắt đầu sau những năm đi học của bà. Bà viết những truyện ngắn và tiểu thuyết. Dù phần lớn các tác phẩm của bà dành cho lứa tuổi thiếu nhi, bà vẫn viết vài tiểu thuyết cho người lớn.
- GO FOR GOLD With Your Writing: A Practical Self-Guide To Writing Gold-Winning Sentences. The Rising People's Press. ngày 28 tháng 12 năm 2016. ISBN 978-1-912022-56-4.[liên kết hỏng]
- The Fourth World. Enugu, Nigeria: The Rising People's Press. 2013. ISBN 978-978-910-215-0.
- The Power of a Plate of Rice. circa 2011.[4]
- The Trial and Other Stories. African Heritage Press. tháng 1 năm 2005. ISBN 978-0-9628864-9-2.
- Ayo and His Pencil. Heinemann. 1995. ISBN 978-0-435-89677-5.
- Neka Goes to Market. Heinemann Educational. 1995. ISBN 978-0-435-89723-9.
- Chika's House. Heinemann. 1995. ISBN 978-0-435-89678-2.
- Chimere. Longman Nigeria. 1992. ISBN 978-978-139-634-2.
- Men Without Ears. Longman. ngày 1 tháng 5 năm 1984. ISBN 978-0-582-78581-6.
- Behind the Clouds. Longman. ngày 1 tháng 1 năm 1982.[5]
- Village boy!. Macmillan Nigeria. 1986 [1981]. ISBN 978-978-132-572-4.
- Adventures of Tulu, the Little Monkey. Nwapa. 1980.
- Busy Bee Number Workbook. 1980.
- Only Bread for Eze. Fourth Dimension. 1980. ISBN 978-978-156-066-8.
- Eme Goes to School. 1979.